# くるくるダイヤル ザ・ゴリラ
『くるくるダイヤル ザ・ゴリラ』はニッポン放送のラジオ番組。1981年11月2日から1983年4月29日まで放送。

## 概要
前番組『大入りダイヤルまだ宵の口』は関東地方のAMラジオ局で平日夜時間帯の聴取率で覇権を握っていた。1980年10月、『吉田照美の夜はこれから てるてるワイド』（文化放送）が開始。若者層のリスナーから人気を得て、『宵の口』の聴取率が猛追された。1981年に入って、『宵の口』は覇権を奪われた形となり（吉田照美のてるてるワイド#概要を参照）、番組は終了した。
当番組は『宵の口』から1時間拡大して25時までの4時間枠となり『オールナイトニッポン』第1部・第2部（当時）と合わせて、8時間編成となった。
当番組が狙ったリスナー層は「女性」だった。ニッポン放送の調査では『女性がたくさん聴いてくれると番組が盛り上がる』というデータがあり、当番組は女性受けする様な番組作りを目指した。月曜日 - 木曜日パーソナリティの塚越孝のマイクネームを、塚たんくろう（一時期は、塚越パセリとも）としたのはその一環で、金曜日の2代目パーソナリティを務めた上柳昌彦も同様の路線で近藤真彦のニックネームに掛けて、『ニッポン放送のマッチ』と自ら名乗っていた。金曜日のオープニングはニッポン放送のスタジオ（当時）「ラジオハウス銀河」からゲストを迎えての公開生放送だったが「スタジオにはいつも15人前後の客しかいなかった」と上柳が回想している。

### 短期間で打ち切り、ブロックワイドの在り方を見直して『ヤンパラ』へ
当番組は改編期では無い1983年5月に1年6カ月で終了。一方で、裏番組の『てるてるワイド』は全盛期を迎えていた。2年足らずで終了した理由の一つとして、パーソナリティの露出についての考え方や構成の違いが大きい。
『てるてるワイド』はパーソナリティの吉田照美の出演時間が多かったのに対して、当番組と前番組の『大入りダイヤルまだ宵の口』は内包番組（コーナー番組）が多過ぎて、パーソナリティの出る時間が少ないという構成が裏目に出てしまった。『 - まだ宵の口』が打ち切りとなる直前は3時間の番組枠の中に15本のコーナー番組が組み込まれていたことから、パーソナリティが本来のトークを発揮できず、コーナー番組を繋いでいくだけの存在になってしまった。さらに当番組に変わった後も『 - まだ宵の口』の反省を活かさず、この体制をそのまま引き継いだことが仇となり、1年半の短命に終わった。共にブロックワイドという形態を取る番組であるが、コーナー番組とパーソナリティの存在とのバランスが難しいということを示した事例である。
この反省を踏まえて、後番組『ヤングパラダイス』（『ヤンパラ』）はコーナー番組を2時間で4本に削減。パーソナリティの高原兄 → 三宅裕司の個性を前面に出す構成を取った。
当番組で放送したコーナー番組は花王、ライオン、資生堂の一社提供枠はパーソナリティと出演者を変更した上で『ヤンパラ』でも継続した一方、『 - まだ宵の口』から長きに渡り続いた『夜のドラマハウス』はスポンサー（ネッスル日本）が降板し廃枠となった。
『ヤングパラダイス』は2時間枠となり、21時台と24時台は分割。夜ワイドに長らく内包していた『日立ミュージック・イン・ハイフォニック』を『日立ミュージック・イン』として空いた24時台前半に枠移動。24時30分からの録音番組枠は東芝提供枠と共に放送内容・スポンサーはそのままに夜ワイドから独立したパイオニア提供枠が枠移動。後半20分をこちらも夜ワイドから再独立した『コッキーポップ』に充てた。24時台の編成体制はパイオニアを除いてスポンサーを引き継いだまま、1990年4月改編まで続いた。

## 放送時間
毎週月曜 - 金曜 21:00 - 25:00

## パーソナリティ
- 月曜日 - 木曜日：塚たんくろう（塚越孝、ニッポン放送アナウンサー(当時)）
- 金曜日（1982年9月まで）：林家こぶ平（現：林家正蔵）
- 金曜日（1982年10月から）：上柳昌彦（ニッポン放送アナウンサー(当時)）

## コーナー番組

### 1981年11月 -
※のコーナーは一部変更した上で、末期1か月間の『 - まだ宵の口』の編成を引き継いだ。
21時00分 - 22時00分
- ガボットゲーム 10万円つかみどり!※
- 田原俊彦 グッドラック2ナイト※
- 電話でブリッ子! 翔べ翔べ阿呆鳥※
- ’82飛び出せ! 全国DJ諸君 おもしろ大ベストテン※
- プレゼント情報※（タイトルから前番組の名を削除して継続）
- イングリッシュブレーク（1982年2月）
- 受験生60秒講座（1982年3月）
- イモ欽トリオのでたとこ勝負!※

22時00分 - 23時00分
- 日立 ミュージック・イン・ハイフォニック※
- ひかる一平 恋のサインはSHE-SAYS-DO!※
- 拝啓! 青春諸君※
- 夜のドラマハウス※

23時00分 - 24時00分
- 山本コウタローのライオン フォーク・ビレッジ※
- 塚越・奈保子のランナウェイ! サウンドレポート（河合奈保子）（ - 1981年12月、夜ワイド変更に伴い、パーソナリティを変更して継続）※
- 塚たん・奈保子のランナウェイ! サウンドレポート（河合奈保子）（1982年1月 - 、塚越のマイクネーム導入に伴い、タイトル変更）
- ロッテ カムカムテレフォン（ - 1981年12月）※
- くるくるテレフォン（1982年1月 - 2月）
- 坂田明のほとんど天才!（1982年3月1日 - ）[4]
- キリン ラジオ劇場※
- ザ・パンチ・パンチ・パンチ※

24時00分 - 25時00分
- 長渕クンと藤岡くん（長渕剛、藤岡孝章）
- ドキドキやるしかNight（鈴木雅之）（ - 1981年12月）※
- マイバンホリデー（1982年1月 - ）
- 伊藤蘭 通りすぎる夜に
- コッキーポップ（大石吾朗）

### 1982年4月 -
21時10分 - 22時00分
- テレフォンパニック ザ・ゴリラ!!
- 吉野家 ホラッチョ学園
- イモ欽トリオのでたとこ勝負!

22時00分 - 23時00分
- 日立 ミュージック・イン・ハイフォニック
- 田原俊彦 誘惑トゥナイトSHE-SAYS-DO!
- 拝啓! 青春諸君
- 夜のドラマハウス

23時00分 - 24時00分
- ライオン ミュージック・ビレッジ　桑田佳祐のミスターポップス!
- 塚たん・よしえのランナウェイ! サウンドレポート（柏原よしえ）
- おたよりゴリラ
- 坂田明のほとんど天才!
- ザ・パンチ・パンチ・パンチ

24時00分 - 25時00分
- 長渕クンと藤岡くん（長渕剛、藤岡孝章）
- ゴリラ テレフォン
- 電リク パジャマミュージック
- コッキーポップ（大石吾朗）

### 1982年10月 -
21時00分 - 22時00分
- テレフォンパニック ザ・ゴリラ!!（月曜 - 木曜のオープニング コーナー）
- はな金パニック ザ・ゴリラ（金曜のオープニング コーナー）
- 郷ひろみ あきれるほどにサムシング（1982年11月 - ）
- ’83飛び出せ! 全国DJ諸君
- よい子のおじかん
- とっておきタイム

22時00分 - 23時00分
- 日立 ミュージック・イン・ハイフォニック
- 田原俊彦 誘惑トゥナイトSHE-SAYS-DO!
- 拝啓! 青春諸君
- 夜のドラマハウス

23時00分 - 24時00分
- ライオン ミュージック・ビレッジ　桑田佳祐のミスターポップス!
- 塚たん・芳恵のランナウェイ! サウンドレポート（柏原芳恵）
- おたよりゴリラ
- 川島なお美 おもしろソーダ
- ザ・パンチ・パンチ・パンチ（ - 1982年12月）
- 好きさ好きさ好きさ（1983年1月 - ）

24時00分 - 25時00分
- 長渕クンと世良くん（長渕剛、世良公則）
- ゴリラ テレフォン
- 電リク パジャマミュージック
- コッキーポップ（大石吾朗）

### 1983年4月
21時10分 - 22時00分
- テレフォンパニック ザ・ゴリラ!!
- はな金パニック ザ・ゴリラ
- よい子のおじかん
- とっておきタイム

22時00分 - 23時00分
- 日立 ミュージック・イン・ハイフォニック
- 田原俊彦 誘惑トゥナイトSHE-SAYS-DO!
- 拝啓! 青春諸君
- 夜のドラマハウス

23時00分 - 24時00分
- ライオン ミュージック・ビレッジ　桑田佳祐のミスターポップス!
- 塚たん・芳恵のランナウェイ! サウンドレポート（柏原芳恵）
- おたよりゴリラ
- 好きさ好きさ好きさ

24時00分 - 25時00分
- 長渕クンと世良くん（長渕剛、世良公則）
- ゴリラ テレフォン
- 電リク パジャマミュージック
- コッキーポップ（大石吾朗）